# Solar do Visconde de Indaiatuba
Fachada do Solar do Visconde de Indaiatuba, vista a partir da esquina das ruas Barão de Jaguara e General Osório
O Solar do Visconde de Indaiatuba é um prédio histórico no Centro da cidade de Campinas, no estado de São Paulo.

## História
O solar foi construído em 1846, para ser a moradia de Tereza Miquelina do Amaral Pompeu, irmã de Joaquim Bonifácio do Amaral (1815-1884), que posteriormente seria elevado a Visconde de Indaiatuba. Depois de se casar com sua sobrinha, filha de Tereza Miquelina, residiria por toda a vida naquele casarão. Sua construção foi em taipa de pilão.
Além de ter sido residência de um dos homens mais prósperos e influentes de Campinas, o casarão torna-se sede do Club Campineiro a partir de 1891. Em 1901, em suas dependências foi fundado o Centro de Ciências, Letras e Artes. De 1926 a 1959, o Clube Semanal de Cultura Artística teve sua sede social no solar. Ao longo dos anos, o prédio teve diversas utilizações que o descaracterizaram profundamente.
Em fevereiro de 1994 sua estrutura interna foi destruída por um incêndio. Após o incêndio, as paredes do segundo pavimento tiveram de ser demolidas, pois corriam o risco de desabar. O prédio teve a fachada posteriormente reconstruída conforme o projeto original, ainda que agora não haja mais dois pavimentos na parte interna.

## Tombamento
O prédio foi tombado pela Resolução 001/1988 do Condepacc (Conselho de Defesa do Patrimônio Cultural de Campinas) em 19 de dezembro de 1988, sendo o primeiro a passar pelo processo de tombamento na cidade, tendo representado o início do esforço em delimitar a área com construções a serem preservadas na região central de Campinas.

## Galeria

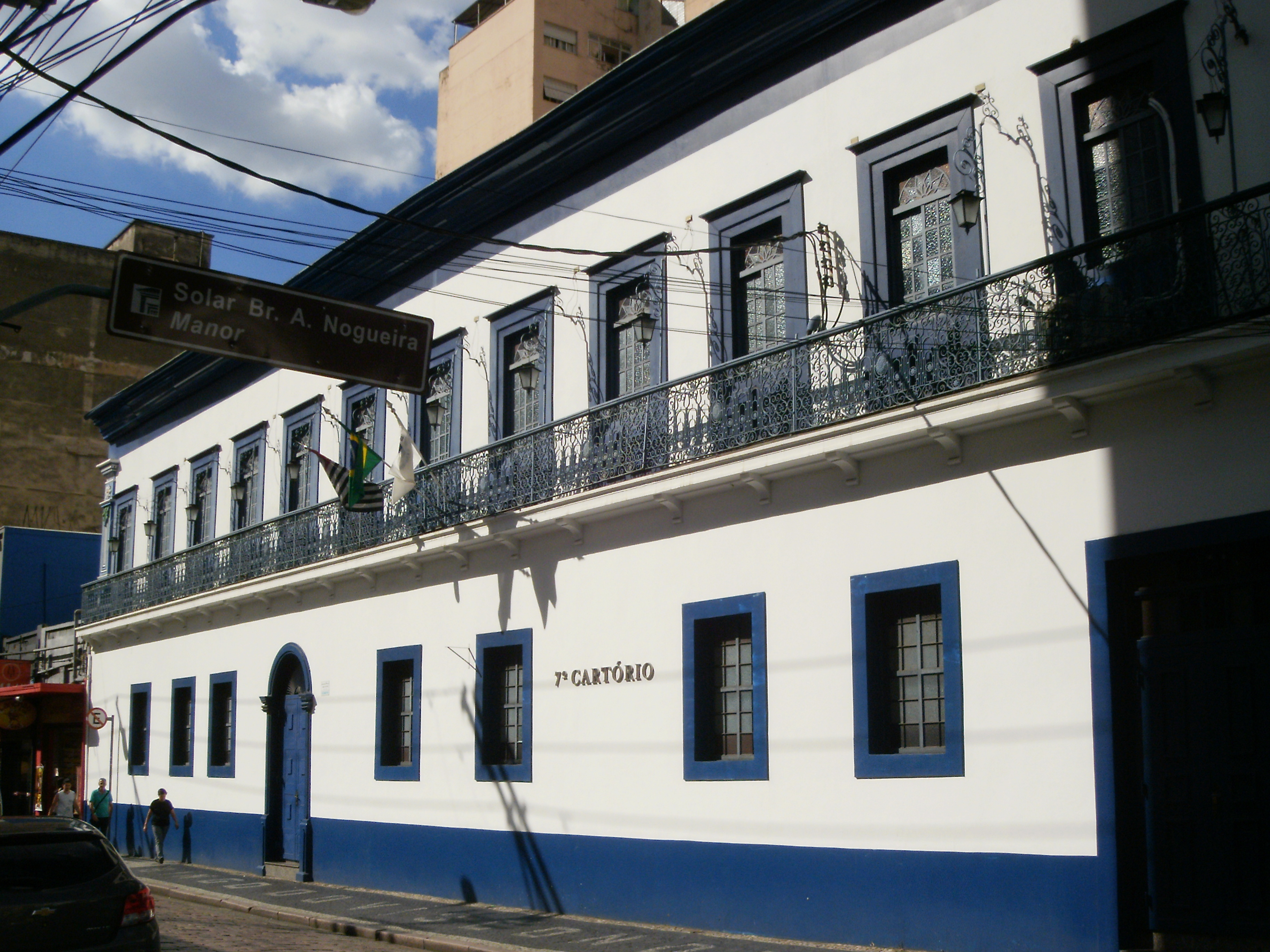
Fachada lateral vista a partir da Rua Barão de Jaguara.
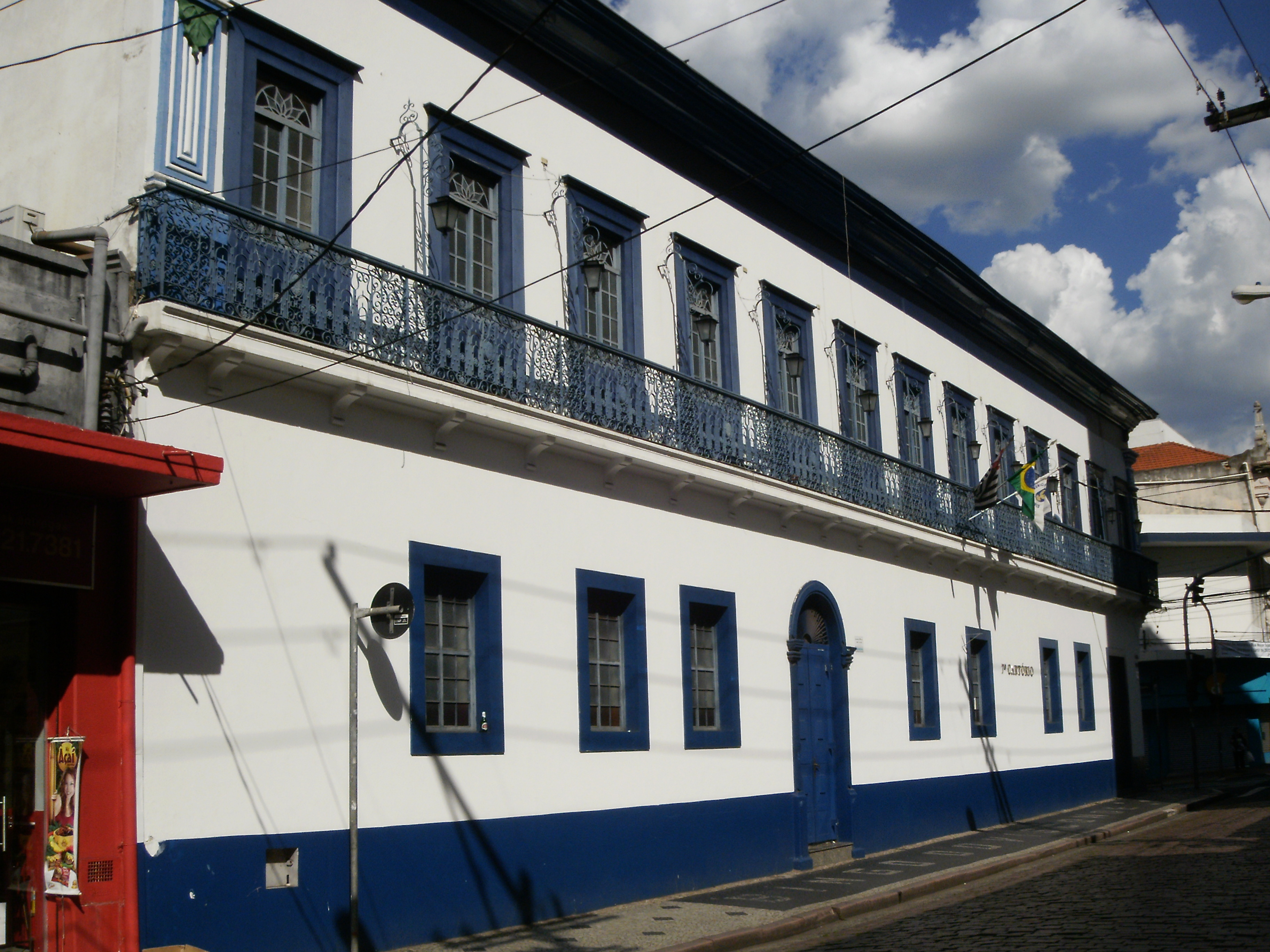
Mesma fachada sob outra perspectiva.
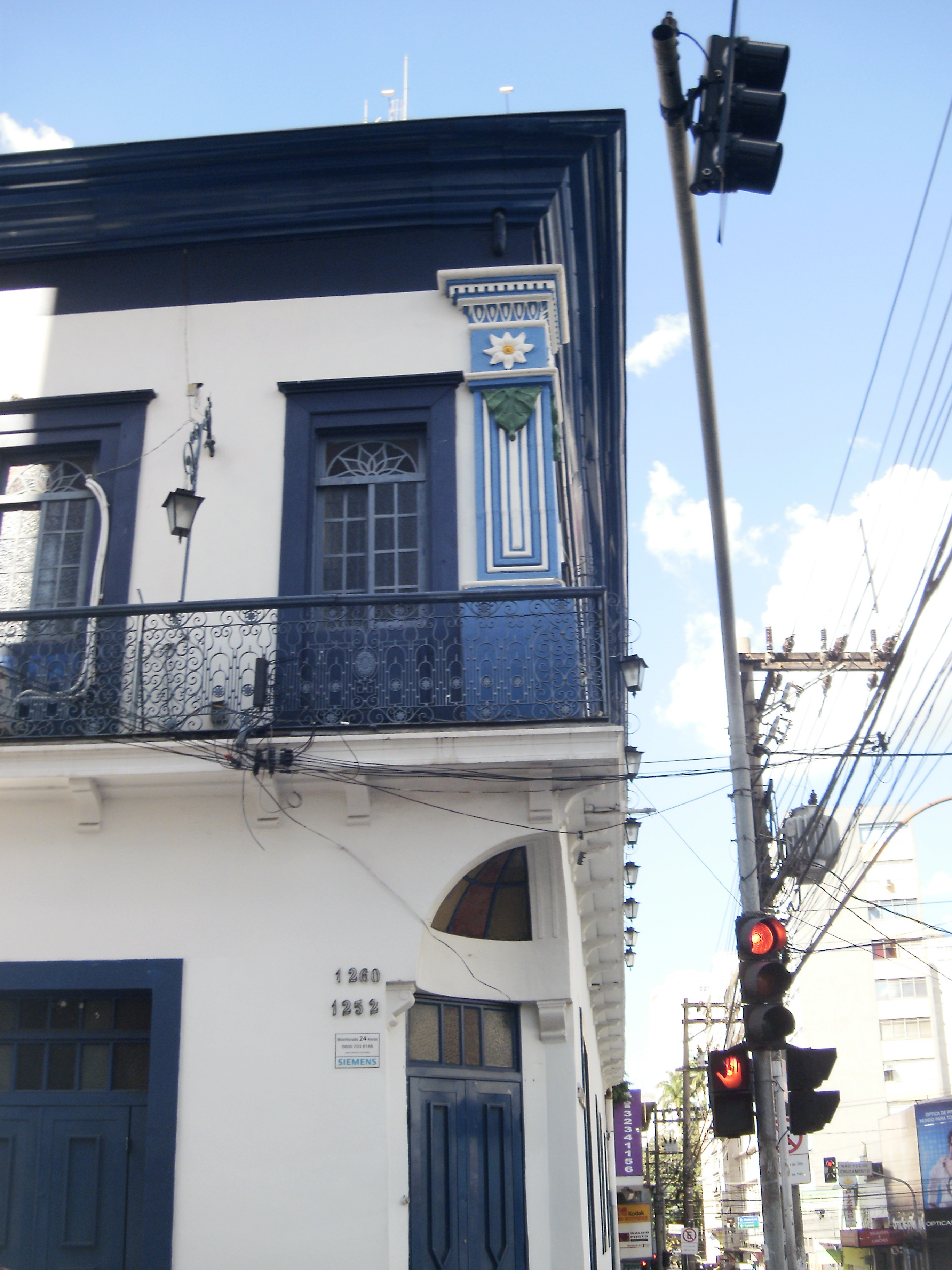
Detalhes da fachada na esquina das ruas Barão de Jaguara e General Osório.
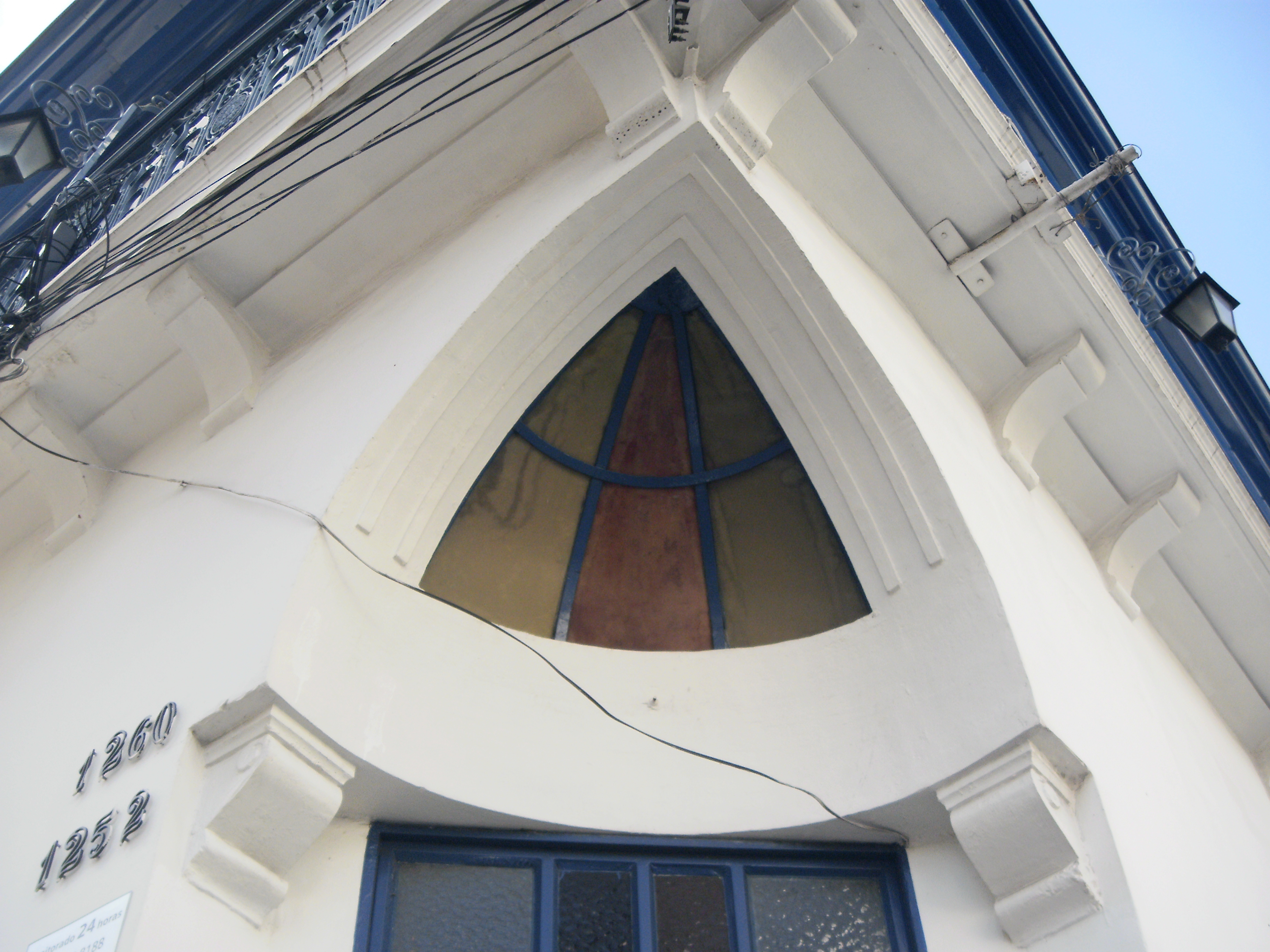
Detalhe da esquina sobre a porta.